# Edelfrankolin

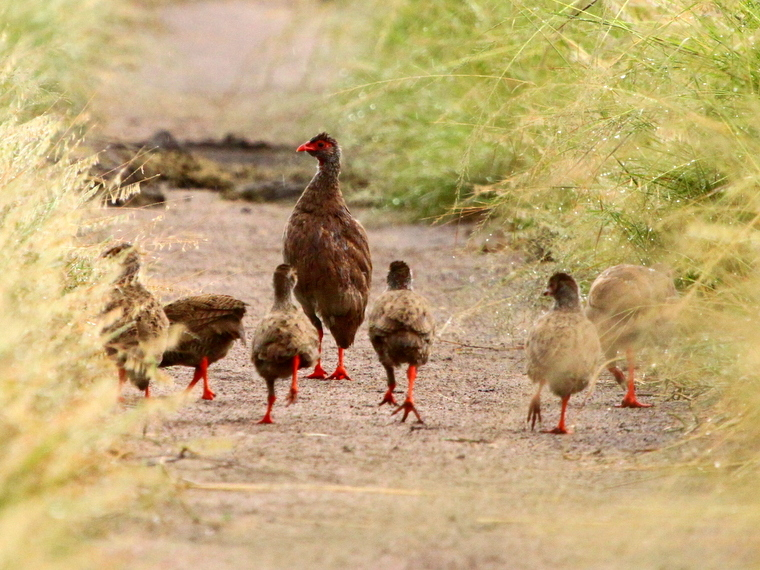
Edelfrankolin mit Küken in Uganda

Der Edelfrankolin (Pternistis nobilis, Syn.: Francolinus nobilis) ist eine Vogelart aus der Familie der Fasanenartigen (Phasianidae). Bislang ist fast nichts über ihn bekannt.

## Erscheinungsbild
Der Edelfrankolin wird bis zu 35 cm lang. Edelfrankoline haben ein dunkles rötlich-braunes Gefieder, einen grauen Kopf, einen roten Nacken und rote Beine. Die Augen sind braun, rund um die Augenhöhlen ist die Haut nackt und rot, darunter ist das Gefieder rötlich grau. Männchen und Weibchen sehen sich sehr ähnlich, wobei das Männchen etwas größer ist. Männchen erreichen ein Gewicht von 860 bis 895 g, Weibchen werden 600 bis 670 g schwer. Die Jungtiere sehen aus wie ihre Eltern, haben aber insgesamt dunkleres Gefieder.

## Verbreitung
Der Edelfrankolin ist im Osten der Demokratischen Republik Kongo, dem Südwesten Ugandas und in der Grenzregion zwischen Burundi und Ruanda heimisch. Er lebt in Bergwäldern mit dichtem Unterholz, besonders in Bambuswäldern, bis in die alpine Region in Höhen bis 3700 Metern.

## Lebensweise
Die Edelfrankoline sind äußerst scheu und aufgrund ihres Lebensraums schwer zu beobachten. Die Vögel flüchten vor allem zu Fuß und fliegen nur kurze Strecken, wenn sie stark bedrängt werden. Ihre Nahrung, die sie vor allem am frühen Morgen und am späten Nachmittag suchen, besteht hauptsächlich aus Samen. In der Region Kivu brüten sie von April bis September. Weitere Informationen sind nicht bekannt.

## Systematik
Der Edelfrankolin bildet mit dem Braunnackenfrankolin (Pternistis castaneicollis), dem Erckelfrankolin (Pternistis erckelii), dem Bambusfrankolin (Pternistis jacksoni) und dem Wacholderfrankolin (Pternistis ochropectus) einen Artenkreis. Zusammen mit diesen und 19 Arten wurde er der neuen Gattung Pternistis zugeordnet.